# Beugen
Beugen est un village situé dans la commune néerlandaise de Boxmeer, dans la province du Brabant-Septentrional. Le 1er janvier 2008, le village comptait 1 827 habitants.